# Tiazolidindioni
I tiazolidindioni (chiamati anche glitazoni o tiazolidinedioni) sono una classe di farmaci in grado di aumentare la sensibilità all'insulina nei tessuti.
Essi inducono l'espressione di geni coinvolti soprattutto nel metabolismo glucidico, lipidico e nella trasduzione del segnale veicolato dall'insulina. 
Sul finire degli anni novanta sono stati pertanto introdotti nella terapia del diabete mellito di tipo 2.

## Membri della classe

La struttura chimica del tiazolidindione

Chimicamente, i membri di questa classe sono derivati dalla molecola tiazolidin-2-4-dione e differiscono fra loro per la catena laterale legata alla molecola. Questa differenza di struttura della catena laterale spiega la diversa biodisponibilità, metabolismo e potenza ipoglicemizzante di ciascuno di essi. Finora sono stati messi in commercio tre derivati:
- Rosiglitazone (RGZ) (Avandia), ritirato dal commercio perché aumenta nei pazienti il rischio cardiovascolare[1].
- Pioglitazone (PGZ) (Actos)
- Troglitazone (TGZ) (Rezulin), che è stato ritirato dal commercio per l'aumento dell'incidenza di tossicità epatica indotta dal farmaco.

I farmaci sperimentali includono MCC-555, il rivoglitazone e il ciglitazone non ancora in commercio.
L'unico tiazolidindione attualmente in commercio (PGZ) è approvato sia in monoterapia, sia in associazione alle sulfaniluree o alla Metformina.

## Meccanismo d'azione
I tiazolidiindioni sono agonisti del PPARγ, un tipo di recettore localizzato all'interno del nucleo cellulare, per lo più espresso nel tessuto adiposo, ma anche nelle cellule beta del pancreas, nell'endotelio vasale e nei macrofagi. In misura minore il PPARγ è espresso anche nel muscolo scheletrico, nel cuore, nel fegato, nella milza, nell'intestino e nel surrene.
Il ligando naturale di questo recettore è rappresentato dagli acidi grassi (FFAs) e dagli eicosanoidi. Quando attivato, il recettore migra nel nucleo delle cellule ed attiva la trascrizione di un gruppo specifico di geni. L'affinità di legame del RGZ è superiore a quella del PGZ.
Dopo l'attivazione del recettore PPARγ:
- si riduce l'insulino-resistenza;
- viene modificata la differenziazione degli adipociti;
- è inibita l'angiogenesi indotta dal VEGF[3];
- si verifica la diminuzione della concentrazione plasmatica di leptina (con un aumento dell'appetito [4]);
- i livelli di alcune interleuchine (es. IL-6) si riducono;
- sale la concentrazione dell'adiponectina, proteina prodotta esclusivamente dalle cellule adipose capace di aumentare la sensibilità insulinica[5].

Nei pazienti con inadeguato controllo glicemico, sia il RGZ che il PGZ riducono i livelli di HbA1c (emoglobina glicosilata) e la glicemia a digiuno.
I tiazolidindioni sono dotati di effetti anti-infiammatori a livello della parete vascolare, pertanto migliorerebbero in maniera significativa la funzione endoteliale; essi sono anche in grado di ridurre i livelli circolanti di proteina C-reattiva del 30-40%, ma la rilevanza clinica di questo effetto non è ancora chiara;
Se somministrati in monoterapia, i tiazolidindioni hanno un effetto meno importante rispetto alle sulfaniluree o alla Metformina nel ridurre i livelli di HbA1c.

## Usi
I farmaci sono approvati soltanto per il trattamento del diabete mellito di tipo 2.
Sono stati fatti degli studi per la sindrome dell'ovaio policistico (PCOS), per la steatoepatite non alcolica (NASH), per la  psoriasi, e l'autismo, ed altre condizioni.
Diverse forme di lipodistrofia provocano insulino-resistenza, che ha dimostrato di rispondere ai tiazolidindioni. Ci sono alcuni indizi che i tiazolidindioni forniscono in qualche misura una protezione contro lo sviluppo del carcinoma della mammella negli stadi iniziali.

## Effetti collaterali e controindicazioni
L'effetto collaterale più frequente con i tiazolidindioni è la ritenzione idrica con edema; in alcuni pazienti, tuttavia, si possono verificare veri e propri scompensi cardiocircolatori. Pertanto, i tiazolidindioni non devono essere prescritti a pazienti con scompenso cardiocircolatorio in classe NYHA III o IV. Altri effetti avversi possono essere aumento di peso, dolori muscolari, anemia.
L'epatotossicità di questi farmaci ha portato a controindicarne l'uso in soggetti con insufficienza epatica o comunque con transaminasemia superiore a 2,5 volte il valore normale. Il ritiro dal commercio del troglitazone ha suscitato una serie di studi per verificare se anche gli altri tiazolidindioni incrementassero l'incidenza di epatite e di insufficienza epatica, che si verificava in 1 caso su 20,000 con il troglitazone. A causa di ciò, la Food and Drug Adminstration (FDA) raccomanda di monitorare la funzione epatica mediante il dosaggio degli enzimi per il primo anno di terapia. Fino al 2008, né RGZ né PGZ hanno causato casi analoghi. 
Un altro effetto riportato in letteratura è la diminuzione della densità ossea, con aumento del rischio di fratture nei pazienti che ne hanno fatto uso per almeno 12-18 mesi
I glitazoni risultano inoltre controindicati in gravidanza, durante l'allattamento e nei bambini.